# Vijetnamski dong
Vijetnamski dong, ISO 4217: VND je službeno sredstvo plaćanja u Vijetnamu. Označava se simbolom ₫, a dijeli se na 10 hào, odnosno na 100 xu.
Vijetnamski dong je uveden 1978. godine, nakon ujedinjenja Sjevernog i Južnog Vijetnama. Tada je zamijenio sjevernovijetnamski dong u omjeru 1:1 i južnovijetnamski dong u omjeru 0,8 južnovijetnamskog donga za novi dong.
U optjecaju su kovanice od 200, 500, 1000, 2000 i 5000 donga, i novčanice od 100, 200, 500, 1000, 2000, 5000 (prethodno su stare novčanice, ali još u optjecaju), 10.000, 20.000, 50.000, 100.000, 200.000, 500.000 donga.